# شيلدون كينيدي
شيلدون كينيدي (بالإنجليزية: Sheldon Kennedy)‏ (و. 1969 – م) هو لاعب هوكي الجليد، وكاتب سير ذاتية، من كندا.

## روابط خارجية
- شيلدون كينيدي على موقع دوري الهوكي الوطني (الإنجليزية)
- شيلدون كينيدي على موقع قاعة مشاهير الهوكي (لاعب أن.إتش.أل) (الإنجليزية)
- شيلدون كينيدي على موقع EliteProspects.com (الإنجليزية)
- شيلدون كينيدي على موقع HockeyDB.com (الإنجليزية)
- شيلدون كينيدي على موقع Hockey-Reference.com (الإنجليزية)